# Hardver za veštačku inteligenciju
Specijalizovani računarski hardver se često koristi za brzo i energetski efikasno izvršavanje programa veštačke inteligencije (VI), kao što su Lisp mašine, neuromorfni inženjering, neuromorfne kamere i fizičke neuronske mreže. Prema podacima iz 2023. godine, tržištem VI hardvera dominiraju GPU jedinice.

## Lisp mašine
Lisp mašine su razvijene tokom kasnih 1970-ih i ranih 1980-ih da bi programi veštačke inteligencije napisani u programskom jeziku Lisp brže radili.

## Arhitektura protoka podataka
Procesori s arhitekturom protoka podataka koji se koriste za veštačku inteligenciju služe u različite svrhe, sa različitim implementacijama kao što je polimorfni tok podataka konvolucione mašine od Kinare (ranije Duboki vid), tok podataka vođen strukturom od strane Hejla, i planiranje tokova podataka od strane Seribrasa.

## Komponentni hardver

### VI akceleratori
Od 2010-ih, napredak računarskog hardvera doveo je do efikasnijih metoda za obuku dubokih neuronskih mreža koje sadrže mnogo slojeva nelinearnih skrivenih jedinica i veoma veliki izlazni sloj. Do 2019. godine, grafičke procesorske jedinice (GPU), često sa poboljšanjima specifičnim za VI, zamenile su centralne procesorske jedinice (CPU) kao dominantno sredstvo za VI obuku velikih komercijalnih oblaka. OpenAI je procenio hardversko računarstvo korišćeno u najvećim projektima dubokog učenja od Alek mreže (2012) do Alfa nule (2017) i otkrio povećanje količine potrebnog hardvera od 300.000 puta, sa trendom vremena udvostručavanja od 3,4 meseca.

## Hardverske komponente veštačke inteligencije

### Centralne procesorske jedinice (CPU)
Svaki računarski sistem je izgrađen na centralnim procesorskim jedinicama (CPU). Oni obavljaju dužnosti, vrše proračune i izvršavaju naređenja. Čak i ako je specijalizovani hardver efikasniji u rukovanju aktivnostima veštačke inteligencije, CPU jedinice su i dalje od suštinskog značaja za upravljanje opštim računarskim zadacima u sistemima veštačke inteligencije.

### Jedinice za grafičku obradu (GPU)
Veštačka inteligencija je doživela dramatičnu transformaciju kao rezultat dostupnosti jedinica za grafičku obradu (GPU). One su savršeno podesne su za poslove veštačke inteligencije koji zahtevaju rukovanje ogromnim količinama podataka i složene matematičke operacije zbog njihovog paralelnog dizajna, koji im omogućava da pokreću nekoliko proračuna odjednom.

### Tenzorske jedinice za obradu (TPU)
U svrhu ubrzanja i optimizacije radnog opterećenja mašinskog učenja, Gugl je kreirao Tenzorske procesorske jedinice (TPU). One su napravljene da budu podesne u precedurama zaključivanja i obuke, i da dobro rade kada se koriste na zadacima neuronskih mreža.

### Poljno-programabilni nizovi kapija (FPGA)
Poljno-programabilni nizovi kapija (Field-Programmable Gate Arrais, FPGA) su izuzetno prilagodljivi delovi hardvera koji se mogu podesiti da obavljaju specifične funkcije. Oni su pogodni za razne VI aplikacije zbog njihove svestranosti, uključujući prepoznavanje slika u realnom vremenu i obradu prirodnog jezika.

### Memorijski sistemi
Da bi se uskladištili i preuzeli podaci koji su potrebni za obradu, veštačkoj inteligenciji su potrebni efikasni memorijski sistemi. Da bi se izbegla uska grla u pristupu podacima, brzo povezivanje i memorija velikog kapaciteta su ključni.

### Rešenja za skladištenje
Aplikacije veštačke inteligencije generišu i koriste ogromne količine podataka. Izbori vidova skladištenje velike brzine kao što su SSD-ovi i NVMe diskovi omogućavaju brzo preuzimanje podataka, poboljšavajući opštu funkcionalnost VI sistema.

### Kvantum računarstvo
Iako je još uvek u ranoj fazi, kvantno računarstvo ima ogroman potencijal za veštačku inteligenciju. Sposobnost kjubita, koji se često nazivaju kvantni bitovi, da obrađuju mnoga stanja odjednom, ima potencijal da revolucioniše zadatke veštačke inteligencije koji zahtevaju složene simulacije i optimizacije.

### Periferni VI Hardver
Granični VI se odnosi na operacije veštačke inteligencije (VI) koje se izvode lokalno na uređaju, negirajući potrebu za stalnim pristupom internetu. Granična VI tehnologija, koja uključuje specijalizovane čipove i CPU, čini trenutni napredak mogućim za zadatke kao što su prepoznavanje govora i identifikacija objekata na pametnim telefonima i Internetu stvari (IoT).

### Mrežne mogućnosti
VI sistemi se često oslanjaju na podatke iz nekoliko izvora. Efikasnost razmene podataka zavisi od odgovornih i pouzdanih mrežnih mogućnosti. Brzi prenos podataka omogućava donošenje odluka u realnom vremenu i besprekornu komunikaciju između komponenti veštačke inteligencije.